# Pasítea (satélite)
Pasítea (Πασιθέη griego), o Júpiter XXXVIII, es un satélite retrógrado irregular de Júpiter. Fue descubierto por un equipo de astrónomos de la Universidad de Hawái dirigidos por Scott S. Sheppard, en el año 2001, y recibió la designación provisional de S/2001 J 6.
Pasítea tiene unos 2 kilómetros de diámetro, y orbita a Júpiter a una distancia media de 23,307 Millones de km en 726,933 días, a una inclinación de 166° a la eclíptica (164° al ecuador de Júpiter), en una dirección retrógrada y con una excentricidad de 0,3289. 
Fue nombrada en agosto de 2003 como Pasítea, más conocida como Aglaea, es la esposa de Hypnos y preside a las alucinaciones y los alucinógenos. 
Pertenece al grupo de Carmé, compuesto por los satélites irregulares retrógrados de Júpiter en órbitas entre los 23 y 24 millones de km y en una inclinación de alrededor de 165°.